# 신영광
신영광은 대한민국의 PD다.

## 방송
- 김국진의 현장박치기 (2012)
- 히든싱어 1 (2013) - 김건모 편 4위
- 썰전 (2013-2019)
- 대단한 시집 (2013-2014)
- 신화방송 - 신화가 찾은 작은 신화 (2013-2014)
- 크라임씬 (2014)
- 백인백곡 - 끝까지 간다 (2014-2015)
- 히든싱어 4 (2015-2016)
- 아는 형님 (2015-)
- 힙합의 민족 (2016) - PD
- 걸스피릿 (2016) - 연출
- 패키지로 세계일주 - 뭉쳐야 뜬다 (2016-2018)
- 잡스 (2017) - PD
- 나의 외사친 (2017) - PD
- 히든싱어 6 (2020) - 연출
- 비긴어게인 오픈마이크 (2020-2021)
- 뜨거운 씽어즈 (2022) - PD
- 비긴어게인 - 인터미션 (2023) - 연출